# Верба (литературное сообщество)
Верба — литературное объединение, основанное в 2001 году в Махачкале. С 2017 года действует и в Москве

## История
Первая «Верба» основана дагестанским поэтом Фазиром Джаферовым в 2001 году на основе литературного объединения им. Лермонтова при русскоязычной секции Союза писателей Республики Дагестан. Костяк первой Вербы составили сам Ф. Джаферов, Мариям Кабашилова, Мария Алешечкина, Юлия Зачесова, Абутраб Аливердиевб Заира Гаджибалаева, Эмир Махди, Лариса Шарипова, Т. Мусаев-Каган, Д. Саидгазин, Ю. Идрисов и др. В 2004 году литературное объединение временно самораспустилось. Несмотря на отъезд ряда активных частников первой «Вербы» за пределы Дагестана активные творческие контакты между вербовцами продолжались и привели к возобновлению деятельности литературного сообщества в 2011 г. Во второй «Вербе» важную роль играют такие видные литературные деятели г. Махачкалы, как Юлия Зачесова, Григорий Адаров, Саид Нинаналов, Тимур Раджабов, Александр Карапац, Абутраб Аливердиев, Марат Гаджиев, Марина Гаджиева, Хамис Шамилова и другие.
«Верба» объединила в своих стенах в себе поэтов, прозаиков, сценаристов и представителей других творческих профессий, творящих на русском языке.
Общество быстро обрело общереспубликанскую известность. Во многом, этот факт был обусловлен творческой новизной деятельности литературного объединения. Так, согласно оценке дагестанского литературоведа З. К. Магомедовой поэты первой «Вербы» демонстрировали: «радикальный отход от традиций и переход к новым формам поэтического высказывания». В творчестве участников Вербы соединяются в своем творчестве Восток и Запад стихотворения, демонстрируют наличие в дагестанской литературе новых, совершенно непривычных нетрадиционных культурных импульсов.
Вербовцы не раз становились призёрами и лауреатами литературных форумов и фестивалей, таких как Форум молодых писателей России (организатор — Фонд социально-экономических и интеллектуальных программ С. А. Филатова), Международный Пушкинский фестиваль искусств «С веком наравне» (организатор — РГУ им. Губкина) и многие другие. Публикации участников литературного объединения регулярно выходят в периодике. С большой подборкой произведений вербовцев можно познакомиться на страницах журнала «День и Ночь» за № 6 2016 г. Архивная копия от 15 июля 2020 на Wayback Machine
Литклуб «Верба» проводит творческие встречи с известными культурными деятелями, а также поддерживает молодых поэтов и прозаиков, в том числе и учащихся в общеобразовательных учреждениях

## «Верба» в Москве
Перебравшиеся в Москву участники первого состава «Вербы» Ф. Джаферов и М. Кабашилова в июне 2017 года положили начало одноимённому литературному объединению уже в столице. Помимо основателей его заседания активно посещают поэты Джейран Багандова, Татьяна Пацаева, переводчик Михаил Липкин, прозаики Иван Марков и Дамир Саидгазин.

## Литературный стиль
Согласно оценке дагестанского литературоведа З. К. Магомедовой:
«поэты первой Вербы демонстрировали: радикальный отход от традиций и переход к новым формам поэтического высказывания».
Подчеркивается наличие новых, совершенно непривычных для дагестанской литературы культурных импульсов.

Порой при прочтении стихов «вербовцев» возникает ощущение, что сейчас в них формируется некий усредненный тип: немного искренности, немного театральности, много цитат и стилизаций из Серебряного века. Но бальмонтовские интонации все же не перекрывают индивидуального голоса молодого автора. Образы свежи, метафоры незатерты, хотя и сложны и не совсем понятны. — Магомедова З.К. «Верба» глагол с дагестанским акцентом // Дагестан. 2004. №2. С. 177-180.
В творчестве большинства участников второй «Вербы» ощущается влияние традиций шестидесятников и позднесоветских авторов в целом.